# Esplai Blanquerna
L'Esplai Banquerna és una entitat cultural, lúdica i socioeducativa de Tortosa, creada l'any 1980 amb la finalitat d'oferir activitats dirigides a aquells sectors de la població que tenen menys oportunitats. Entre d'altres activitats, organitza colònies, campaments, sortides i excursions a la natura, casals d'estiu, festes de la ciutat i d'associacions de veïns, camps de treball, així com activitats relacionades també amb el món laboral, formatiu, social, judicial.
És una entitat sense ànim de lucre, amb entitat jurídica pròpia i declarada com associació d'utilitat pública per la Generalitat i està federat al Moviment de Centres d'Esplai Cristians de Catalunya (MCECC).

## Història
L'entitat va ser fundada el 20 de maig de 1983, durant l'Assemblea General Extraordinària del Seminari Diocesà de Tortosa, on es pren l'acord de canviar el nom d'Associació 'Grup Recreatiu del Seminari' pel de 'Grup d'Esplai Blanquera, amb Federico Diego Espuny com a president de l'entitat. Aquest canvi de nom és força significatiu i clarifica la seva situació d'independència del Bisbat de Tortosa, i alhora l'inici d'una etapa d'extensió d'activitats, propostes, objectius i públic a qui es dirigeix l'entitat.
El nom de l'entitat, Blanquerna (obra de Ramon Llull), està estretament lligat amb la voluntat de transmetre uns valors similars als del beat Llull, tot partint de la pròpia història, identitat, llengua i tradició però inserint-hi l'esperit lul·lià del sentit cultural de catalanitat de les terres del sud de Catalunya i nord del País Valencià.
El projecte iniciat al Seminari va enriquint-se amb les aportacions de monitores i monitors voluntaris, entusiastes i compromesos, procedents de diferents experiències, formacions i estudis, en gran part a l'Escola d'Esplai de Tarragona i d'altres entitats, com Antoni Polo, Josep Vallés, Marta Daufí, Antonieta Panisello, Salvador Miquel, Imma Diego, Maribel Ciurana o Carme Ponce, entre molts altres.
Les colònies era el punt fort llavors de l'entitat, en destaquen les de Barruera (1984 i 1985) que dirigides per Salvador Miquel i Estrada, es feren amb una norantena de nens i nenes participants, la majoria en beca del Consell Comarcal.
Amb Josep Vallés Herrero, com a president (1987 -1990), es va iniciar una programació estable d'activitats lúdiques durant tot l'any conjuntament amb el Centre Obert Sant Francesc de Tortosa del que també n'era director.
Antoni Polo Moya (1960-2019), president de l'associació entre 1991 i 2019 i soci d'honor de l'entitat, va destacar en temes de voluntariat i en l'organització de l'entitat per un compromís amb els menys afavorits des de l'arrelament a les comarques meridionals de Catalunya, a les nostres terres de l'Ebre. La tasca de professionalització de l'entitat, sense deixar de tenir col·laboradors voluntaris, va començar al 1998 en la primera contractació per a un pis de joves extutelats anomenat Cruilla. Antoni Polo i altres persones vinculades van endegar la nova Escola d'Esplai de Tortosa al 2002. El novembre de 2019 es nomena Francesc Caballé Estruel com a president.
Des de 2010, l'Esplai Blanquerna col·labora en el procés comunitari de la ciutat de Tortosa, impulsat per l'Ajuntament de Tortosa, conjuntament amb d'altres entitats socials i educatives. Des de 2015 té una certificació ISO.
Actualment l'Esplai Blanquerna segueix creixent i ampliant les seves activitats, amb la coordinació d'accions que permeten la creació de pisos assistits, casals d'estiu a Tortosa (Baix Ebre) i colònies, tot seguint amb la seva missió inicial d'ésser un servei d'acció socioeducativa i d'acompanyament a persones amb vulnerabilitat social. Ésta adherit a la xarxa de centres socioeducatius de la Fundació Pere Tarrés i és una referència per a l'Educació Social a les Terres de l'Ebre per al Col·legi d'Educadores i Educadors Socials de Catalunya.

## Premis[5]
- Jaume Ciurana, 3r premi a millors actuacions cíviques fetes per grups juvenils pel projecte “Natura nostra” als Ports de Tortosa-Beseit (1997)[15]
- 1r Premi Solidaritat del Consell Comarcal del Baix Ebre (2002) pel projecte Cruïlla. Residència assistida per joves del Baix Ebre.

Mencions honorífiques.
- 2009. Departament de Justícia. Generalitat de Catalunya. Per la col·laboració i disponibilitat en treballar amb les persones internes amb dificultats especials.
- 2010. Departament d'Acció Social i Ciutadania. Generalitat de Catalunya. Reconeixement als 15 anys de col·laboració amb el Pla de Majors de 18 Anys.